# قائيدان (ميانكوه)
قائیدان (بالفارسية: قائیدان) هي قرية تقع في إيران في Miankuh Rural District. يقدر عدد سكانها بـ 276 نسمة .